# Gachalá
Gachalá è un comune della Colombia facente parte del dipartimento di Cundinamarca.
Il centro abitato venne fondato da Mariano de Mendoza y Bueno nel 1810.